# 明日、私は誰かのカノジョ
『明日、私は誰かのカノジョ』（あしたわたしはだれかのカノジョ）は、をのひなおによる日本の漫画作品。『サイコミ』（Cygames）にて、2019年5月3日から2023年11月10日まで、2024年2月16日に金曜日更新で連載された。略称は「明日カノ」。
様々な悩みやコンプレックスを抱えた女性に焦点を当て、章ごとに異なるヒロインが描かれるオムニバス形式で展開されるストーリー。2023年4月時点で単行本の累計発行部数は500万部を突破している。

## 沿革
2019年5月3日に連載を開始。連載が開始されると、SNSを中心として本作が広まっていった。同年7月30日に電子書籍で単行本第1巻が配信された後、同年12月に書籍として刊行された。2021年4月、『BRUTUS』（マガジンハウス）937号の特集「やっぱりマンガが好きで好きで好きでたまらない」にて、「14人の著名人が愛読マンガを紹介」するコーナーで長濱ねるが本作を取り上げている。
「Knockin’ on Heaven’s Door」編が連載されていたころには読者からの反響が大きく、連載が更新された日の夜には、ほぼ毎週のようにTwitterのトレンド入りを果たした。本作は『サイコミ』作品の中でダントツ人気となった。
同年6月には本作と女性ファッション誌『LARME』（徳間書店）がコラボレート。モデルの佐藤ノアによる、ゆあのコスプレが掲載された。ほかにもインフルエンサーやコスプレイヤーなどが本作のキャラクターをSNSで公開している。
2021年9月には本作とロックバンドのミオヤマザキによるコラボレートが企画される。ミオヤマザキが本作への「共感とリスペクト」を楽曲に込め、コラボソング「アスカノ」を書きおろしで発表している。
同年11月19日から、本作のPOP UP STOREを新宿マルイアネックスにて展開。
2022年1月1日に放送された『人気漫画家が選ぶ!本当にすごい漫画はコレだ!2022』（テレビ朝日系列）にて、森川ジョージが選んだ作品として本作が紹介された。
同年、BookLiveが主催する「マガデミー賞2021」の助演女優賞にゆあがノミネートされている。
同年4月より、MBS・TBSの「ドラマイズム」枠にて実写ドラマ化された。
2023年1月、第68回「小学館漫画賞」少女向け部門を受賞。

## あらすじ

### 第1章 Killing me softly
主人公・白井雪は、都内の大学に通う女子大生。学費と生活費を稼ぐため、「レンタル彼女」として働いている。幼少期に誤って熱湯を浴びた事により顔にひどい火傷を負い、傷痕をメイクで隠して日常生活を送っていた。
ある日、レンタル彼女の顧客である壮太とノーメイクの状態でばったり出くわし、顔の傷痕のことを知られてしまう。しかし雪に対する壮太の接し方が変わることはなく、二人で行った旅行の最中で好意を伝えられる。雪の心は揺れるが、最終的には暖かく幸福な家庭で育った壮太とはうまくいかないと判断し、壮太を顧客NGリストに追加して縁を切る。

### 第2章 致死量の自由
主人公・リナは、雪の大学の同級生。美人で人懐っこくサークルの人気者ながら、周囲と心を通わせることができず孤独感を抱いていた。どうにも埋められない寂しさを紛らわすため、パパ活に手を染めている。
ある日、リナは馴染みのパパ・飯田に雪を紹介する。飯田はリナのバースデーサプライズを口実に雪と二人で会う約束を取りつけ、雪にパパ活の契約を持ちかけるも拒否される。雪と飯田が会っていた事を悟ったリナは飯田を問い詰めるが、リナとの関係に飽きていた飯田から契約を破棄されてしまう。この一件に加え、雪が風俗で働いているという噂がサークル内で流れ始めたことで、リナは雪に対する不信感を強めていく。何より雪が自分に隠し事をしていたことにショックを受けたリナは、雪が準備していた誕生祝いに顔を出さず、後日雪に心境をぶつけた。この件で雪は顔の傷痕のことを打ち明けるが、傷痕を見たリナの言葉にショックを受けた雪はリナと距離を取る。後日心境の整理がついた雪から歩み寄ったことで、二人の友人関係は回復する。
先の一件で飯田と関係が切れたリナは、ナンパで出会った雄大と親しくなり、集団の中で抱える孤独感や、自身がパパ活をしていることを吐露する。これらを否定せず受け入れてくれた雄大にリナは心を寄せ、二人は親密な関係になる。

### 第3章 1mm
主人公・アヤナ（中谷彩）は、雪と同じ事務所で働くレンタル彼女。醜形恐怖症であり、美容整形や化粧品に大金を注ぎ込んでいる。街中で声をかけてきた光晴と交際中。
ある日、彩との結婚を視野に入れている光晴は、外見に囚われず幸福な生活を送る友人夫婦との会食を取りつけて彩に理想の家庭像を語るが、彩は不快感をあらわにする。
彩も光晴との結婚については考えていたが、彼に対する隠し事が多いために躊躇っていた。彩は希望する全ての整形手術を終えて仕事も辞めてから光晴と結婚することを考えるが、見積もり額は数百万円にものぼった。そこで桧山らレンタル彼女の固定客から裏引きを行う。
裏引きのために行った桧山との店外デートからの帰り道、マンションの前で待っていた光晴に普段とは打って変わった派手な装いや桧山からのLINEを見られ、浮気を疑われる。彩は光晴にレンタル彼女として働いていることを打ち明け弁明したが、光晴はショックのあまり彩の元を去ってしまう。後日、個室居酒屋で光晴と話し合いの場を設けた彩は、仕事と年齢を偽っていたほか、顔のほぼすべてを整形していた事実を打ち明ける。彩はパニックに陥った光晴に整形前の写真を見せて居酒屋を去り、そのまま二人は破局する。
一方でレンタル彼女の事務所には彩の裏引きに関する苦情が殺到し、掲示板も炎上状態となっていた。社長に解雇を言い渡された帰り道、偶然会った雪に声を掛けられた彩は、雪を飲みに誘う。雪も傷痕の治療で美容外科のカウンセリングを受けていたため話が合い、彩は自身の過去や生き方を雪に語る。

### 第4章 Knockin’on Heaven’s Door
主人公・萌は、リナのサークル仲間。女の子らしさや少女らしさ、可愛さに流される女子を見下し、自分らしくあることに重きを置いていた。
最初の緊急事態宣言が明けた頃、行きつけのミックスバー「TRAP」で飲んでいた萌は、地雷系の装いをした美少女・高橋優愛と出会う。優愛からホストクラブに誘われ一度は断るものの、TRAPのママ・みっこに説得され、社会勉強として渋々ホストクラブへ同行する。個性的かつ波長の合わないホストの絡みを楽しめずにいたが、雰囲気が柔らかく話しやすいホスト・楓には唯一自身の弱みを開示することができ、居心地の良さを覚えた萌は、送り指名に楓を指名する。
後日、サークル内での飲み会の後、萌はリナを含む数人のサークルメンバーとTRAPで二次会を行う。従業員と難なく打ち解けるリナの姿に嫉妬心と自分の居場所を奪われる危機感をおぼえた萌は、リナに対して嫌味を言ってしまう。後悔と自責の念に苛まれた萌は、TRAPを出て楓と連絡を取り、そのままホストクラブへ足を運ぶ。
その後親に借金をしつつホスト通いを繰り返すようになった萌は、楓と一緒に過ごす時間を増やすために時給の高いレンタル彼女の仕事を紹介してもらおうと考え、リナを介して雪にコンタクトを取る。雪は萌の女性らしさに欠ける装いを指摘して遠回しにレンタル彼女には向いていないことを伝えるが、リナがファッションのコーディネートやヘアメイクを教えたことで、打って変わって可愛らしい見た目に変貌する。稼げるようになるまでのタイムラグがあったことからレンタル彼女の仕事は結局辞退したものの、親への借金やホストクラブの掛けで追い詰められた萌は、スカウトをきっかけにデリヘルで働き始める。
デリヘル嬢となった萌は客の乱雑なプレイに疲弊しつつも、同じくデリヘルで働く優愛と意気投合するようになる。ハルヒ・楓・萌・優愛の4人でのアフターを楽しんだことで「主人公になれる」喜びを知った萌は、中心人物になれず疎外感を感じていた大学を辞めてしまう。
身も心もすり減らして楓のバースデーイベントのための資金を貯めていたが、当日ホストクラブへ向かう道中に楓から他の客と名前を間違えたLINEが届き、立て続けにみっこからのLINEが届いたことで我に帰った。萌は久々にTRAPを訪れ、一連の「大恋愛」をマスターに語る。
後日、楓との関係を切ってホスト通いをやめた萌は、優愛と会う約束をする。「一人だったら出来なかった経験」を得られたことに感謝し、ホスト通いは辞めても優愛とは友達でいたいと打ち明けるが、優愛は元の世界に戻った萌に「え、ぬる...」と言い放ち、冷酷に突き放してその場を後にする。
数年後、萌は再び上京し、美容師として再スタートを切った。その後ろをNo.1ホストとなった楓のアドトラックが通り過ぎていく。

### 番外編 Stairway to Heaven
話は優愛の高校時代に遡る。優愛は噂話で溢れる田舎町でヤングケアラーとして認知症の祖母を介護しながら、東京で自由に生きることを夢見ていた。
東京に住む社会人・俊介と関係を持った翌日、胸の痛みを訴える祖母を病院へ連れて行こうとするも、友人であるみぽつと遊ぶ予定があった優愛を気遣った祖母はタクシーで病院に行くと話し、優愛は一抹の不安をおぼえながらも外出する。認知症で一連のやり取りの記憶を失った祖母は、自宅で倒れてそのまま息を引き取った。
祖母の葬儀を終え、介護を手伝わず市内で暮らしていた父親に自身の気持ちを吐露するもまともに取り合ってもらえず、絶望した優愛は上京を試みる。優愛の身を案じたみぽつは短期間ながら付き添うと約束したものの、家に荷物を取りに戻ったところを親に見つかり、優愛は一人で上京する。俊介の家に連絡を取るもLINEをブロックされ、あてもなく街を彷徨っていたところ、風俗のスカウトマンに声をかけられる。

### 第5章 洗脳
萌が退学する頃、同じサークルの友人であった留奈は大学を休学し、高級ソープランドで働いていた。
友人に連れられソープへ来店したネット配信者の隼斗を留奈は接客する。メンタルが弱く活動の停滞や掲示板等での誹謗中傷に悩んでいた隼斗はリピーターとなり、留奈に悩みを相談する関係になり、やがて留奈を店外の関係へ誘う。年齢も近く外見も優れていることから留奈はその誘いに乗るが、そのままセックスフレンドの関係に陥ってしまう。留奈はその現状を不服とし、結局隼斗と交際する。
留奈と隼斗は同棲し、暫くは幸せな同居生活が続く。留奈によって自信を取り戻した隼斗も積極的に配信者活動を再開する。しかしある日隼斗と留奈の関係が暴露系YouTuberに伝わり暴露されてしまう。実は留奈が「伊織」名義のTwitterアカウントで隼斗をフォローしていたことから関係が噂されていた。リスナーからの誹謗中傷が殺到する中、隼斗は留奈がソープの仕事を辞めないことを責めつつ言葉巧みにリスナーに釈明・説得するのを試みるも、拝金主義の留奈は恋人に操られるのではなく、自分の生き方を確立する方が大切であるのに気付き、隼斗に別れを告げる。
炎上騒ぎに対して、隼斗はライブで改めて熱狂的なリスナーへ謝罪し、グループのメンバーに支えられ再起する。一方留奈はソープランドを退職。弁護士に相談し虚偽や個人情報に関する誹謗中傷への訴訟を進めながら、春からの復学へ向け準備を始める。

### 第6章 What a Wonderful World
留奈の仕事仲間である江美は、スピリチュアル信仰のある40代女性。留奈がソープランドを退職したことをレター先生のオンラインカウンセリングで話すところから始まり、以後は20代の頃の江美の回想を挟みながら物語が進む。
第5章の終わりから1ヶ月後、勘当していた父が死去した知らせを受けて、江美もソープを退職し実家に戻る。地元での清掃会社の面接の帰り道に旧友であった幸子と再会。過去の思い出話に花を咲かせるも、結婚して母親になった幸子に対して江美は劣等感を抱く。2週間後、清掃会社に採用となり、江美にとって初めて昼職に就業する。しかし臨機応変な対応ができない上に遅刻や備品の紛失を繰り返し、職場仲間から不信感を募らせ、挙句に無断欠勤してしまう。
レター先生の占いのもと「男性相手にお酒を出すビジョン」を見抜かれた江美は地元のスナック「スナックちえみ」に就業する。かねてからレター先生にアドバイスされている笑顔を意識した接客で常連客に一目を置かれる中、幸子の夫であるタケちゃんが部下の岩崎とともにスナックに来店。タケちゃんに口説かれて満更でもない気持ちになるが、スナックの同僚である25歳の未来が出勤するやいなや興味を失われる。劣等感に苛まれる中で部下の岩崎に話しかけられ親交を深めていく。その翌日、幸子に家庭を顧みず夜遊びを繰り返すタケちゃんへの不満を打ち明けられ、江美は板挟みの状態になってしまう。レター先生に「運命的な出会い」を占われ、そのために笑顔をより意識するようになったとき、タケちゃんと岩崎が再びスナックに訪れた。タケちゃんが店で寝落ちしたときに、江美は岩崎から猛アタックされ、店外で会いたいとまで打ち明けられる。
スナックでの仕事に慣れてきたころ、レター先生は江美の働くスナックのママに対する黒い影を見抜き、江美に対してお祓いに誘うことを要求する。江美はそれに従いママにレター先生のカウンセリングへ勧誘するも、「良かれと思ってやったことが迷惑になることもある」と咎められてしまう。帰宅後、一方的な気遣いで地元へ戻った江美の利己的な思考を母に咎められ、老人ホームへ入所するために自宅を譲渡し出て行ってしまう。更に未来からは自己犠牲的に客からのボディタッチを許容する接客方法を咎められる。運命的な出会いがあるはずなのに辛い思いしかできず落ち込む江美に対し、岩崎は店外で悩みを聞くと誘う。周りの人のように上手に生きられず、人生を悲観する江美は一度は断った岩崎の誘いに乗り、挙句ワンナイトラブをしてしまう。
4日後、幸子がタケちゃんの不倫を疑い、タケちゃんが仕事終わりに訪れる居酒屋へ江美を呼び出す。女性と居酒屋へ訪れるという幸子の予想に対し、タケちゃんは岩崎とその居酒屋へ訪れ仕事の話を続ける姿を見て幸子は安堵する。しかし岩崎が実は東京に彼女がおり、現在は地方赴任に伴う遠距離恋愛中にも関わらず、江美と一夜を共にしていたことが発覚。江美は苦痛のあまりその場から逃亡、幸子はタケちゃんに話し合いを持ちかける。
江美はそこで自分を顧み、自分の人生を他責し続けた結果人間関係が悪化し、その事自体からも逃げていた事に自覚し、レター先生と訣別し、幸子にタケちゃんのことを釈明しなかったことを詫びる。タケちゃんはスナック通いを辞めると誓うも、幸子はそれを許せなかった。しかし子どものために離婚しないこと、江美に相談しながらうまく夫婦関係を維持したいことを江美に話す。スナックに出勤した江美は無断欠勤をしていた事と、岩崎との関係を持った事をママに謝罪し和解する。
数ヶ月後、江美は母の老人ホーム入所に伴い自宅を引き払い一人暮らしと、パチンコ店での昼職を始める。その後、罪償いとしてタケちゃんに子どもの面倒を一任させた幸子とともに、東京キネマ倶楽部にて2人がかつて熱狂的なファンであったcali≠gariのライブを鑑賞。
江美と幸子が、2人の旧友である雪の母と数十年ぶりに再会し、カフェで会食しているシーンで締め括られ、2年前・第3章のラストシーンへと遡る。

## 登場人物

### 主要人物
白井 雪（しらい ゆき）
第1章「killing me softly」と最終章「No Woman No Cry」の主人公。学費と生活費を賄うため、レンタル彼女のアルバイトをしている大学生。幼少期に母親から虐待を受けており、心身共に深い傷を負っている。母親の兄夫婦であり、雪の伯父夫婦に引き取られる。顔に傷痕があるが、普段はメイクで隠しており、長い黒髪が特徴的な人目を惹く美貌の持ち主。近視でコンタクトと眼鏡を利用している。リナ以外に親しい友人がおらず、誰にも心を開けないでいる。性格は生真面目で、どんな客にも丁寧に接し、客の情報を事細かにノートに書いている。また客の金銭面や危なっかしいリナの身やほぼ初対面である彩の事を気遣う、メイクが好きという翼に対しても悩みを聞いたりするなど心優しい性格でナンパや辻壮太の告白をきっぱり断るなど芯の強い面もある。リナには家庭環境や虐待の過去や恋人代行の仕事の事を黙っていたが、後に告白した。
リナ
第2章「致死量の自由」の主人公。雪の大学の同級生であり、良き友人。美人で人懐こい性格だが、拭いきれない孤独を抱えており、寂しさを埋めるためにパパ活をしている。
恋愛依存症かつセックス依存症。社交的なため友人も多いが、雪のことはたった一人の親友として慕っている。恋人代行の仕事の事を黙っていた雪に対して裏切られたと激怒したが、のちに事情を顔の傷を晒した雪に知らされ、涙を流して和解した。
アヤナ / 中谷 彩（なかたに あや）
第3章「1mm」の主人公。35歳。レンタル彼女のアルバイトをしている。整形依存症で、原型を留めない程整形を繰り返して現在の美貌を得た。昔は容姿が醜く、周囲から疎んじられていたことが心の傷となり、美醜に非常にこだわりを持つ。恋人の光晴には整形を隠しており、年齢・職業を偽って伝えている。色恋営業を行い、整形費用を客から裏引きしていたことが社長に知られてクビになる。
最後の最後で雪と和解する。
真矢 萌（まや もえ）
第4章「Knockin’on Heaven’s Door」の主人公。雪とリナの同級生であり、リナとはサークル仲間でもある。行きつけのバーで出会った優愛の影響で歌舞伎町のホストクラブに通うようになる。当初はリナに嫉妬して嫌味を言っていたが、反省して謝罪し和解。リナにメイクやファッションを教わってイメチェンした。同時にそれまで無頓着だったヘアメイクを研究し、ダイエットや整形も行って容姿を変貌させた。ホスト通いの資金を捻出するため、デリヘルで働き始め、大学まで退学してしまうなど、彼女の人生は一変する。
最終的に楓が自分の名前を間違えた際に興ざめした事が原因でホスト通いやデリヘルを辞め、美容専門学校を卒業後、美容師として再スタートを切った。
ゆあてゃ / 高橋 優愛（たかはし ゆあ）
番外編「Stairway to Heaven」の主人公。20歳。歌舞伎町のホストクラブに通うデリヘル嬢。腕に大量のリストカット跡がある。
田舎で生まれ育ち、父親からはネグレクトを受け、ヤングケアラーとして祖母の介護も行っていた。
祖母の死後、連絡をとっていた男を頼りに上京するもブロックされ、スカウトに声をかけられて風俗で働き始めた。
伊織（いおり） / 琉花（るか） / 相馬 留奈（そうま るな）
第5章「洗脳」の主人公。親がいない為、拝金主義であり、貯蓄のためソープランドで働いている。雪やリナと同じ大学に通っており、リナとはサークル仲間でもあったが、現在は休学中。
客であった配信者の隼斗（バシモト）と交際するも、炎上騒動により破局。破局後は風俗を辞め大学へ戻る。大学を卒業して、就職するか起業するか迷っている。
菜々美（ななみ） / 畔上 江美（あぜがみ えみ）
第6章「What a Wonderful World」の主人公。スピリチュアル信仰がある40代。高校時代にバンドにハマり、通信制高校を卒業後に上京。以来、キャバクラや風俗店で働いており、昼職の経験がない。
留奈と同じソープランドで働いていたが、父親の死を機にソープランドを辞めて地元に戻り、高齢の母親とふたり暮らしを始める。清掃員として働くも上手くいかず、地元のスナックで働き始める。

### その他の登場人物
辻 壮太
雪のレンタル彼女の客。雪に好意を寄せ、痣のことを知っても想いは変わらず個人的な関係を迫る。雪と違い両親から愛されて育った純朴な性格の新卒の22歳のサラリーマン。男子校出身でほとんど恋愛経験がない。
飯田
リナのパパ活のパパ。妻子持ち。リナだけでなく複数の女性とアプリを通じて関係を持っている。リナには1回4万円渡している。
雄大
リナをナンパした上慶大の学生で彼氏。リナの話を聞き、適切なアドバイスをする。その後短い期間交際し、別れる。別れの理由については作中で触れられていない。
光晴
彩の彼氏。28歳。一般的な家庭を築きたいサラリーマン。彩の経歴や年齢、整形も知らずに付き合っていて心の底から愛していたが素性を知った途端に破局した。
桧山
アヤナ（彩）のレンタル彼女の客。40代で中年である自分にコンプレックスがある。自分はアヤナの本命だと思っており、アヤナにとっては痛客。雪にはアヤナの関係を相談しており、事情を察した雪には「アヤナさんにも事情があるみたいだから様子を見たらどうか」という当たり障りのない返答をされた。
小森翼 / バサやん
雪・アヤナ（彩）のレンタル彼女の客。
メイクや可愛い物が好きな10代の男子であり、コスメ購入やメイクを教わるためにレンタル彼女を利用する。可愛い物やメイクが好きなことを教師や友人に伝えただけでジェンダーレスとして偏見や悩みがあると捉えられてしまい、周囲に打ち明けられずにいたが、そんな自分にも雪が分け隔てなく普通に接してくれたので感謝している。
ミックスバー「TRAP」で働いており、萌とは客として仲が良い。
みっこ
「TRAP」のマスターでオネエ。バー自体はコロナ禍もありそれほど儲かってはいない様子である。萌とは公私共に親しく萌にはタメ口で話し、恋愛相談の愚痴も話す仲である。
楓
ホストクラブ「CRUISE」のホストで幹部代理。萌の担当。容姿はイケメンというわけではないが非常に真面目で気配り上手な性格。
ハルヒ
「CRUISE」のホスト。ゆあの担当。性格はいい加減で乱暴。ゆあのヒモ同然である。
真鍋 隼人 / バシモト
バシモトとして活動する人気配信者。留奈とはソープランドの客として出会い、交際に発展。繊細な性格。
心音 / ぽぽろ
コンビニでアルバイトする女子高生。バシモトのファンの１人。バシモトの恋人が風俗嬢と知り号泣する。
沼黒
伊織（留奈）のソープランドの太客。
幸子
江美の高校時代の友人。既婚者で二児の母である。
レター先生 / 青羽マリー
江美が信仰する占い師。
前川 正之
雪のレンタル彼女の太客。肥満体型のメガネをかけた男性。26歳。妹系ロリファッションが好み。当初、雪にはSEで半年付き合った彼女に振られたと嘘を吐いていた。本当は恋人も出来たことが無く、家族にも見放されていて友達もいない孤独な生活を送っている。そのため雪に本当に恋をして、レンタル彼女で本当の恋人気分を味わっていた。第196話での言動により、ファンから熱い人気を集めるサブキャラであり、2023年10月に行われた明日カノキャラクター人気投票では、メインキャラを抑え、1位となった。
白井 愛
雪の母親。

## 作風とテーマ
本作は「レンタル彼女、パパ活、整形、ホスト狂い」など、注目されやすい題材が選ばれ、描かれている。「生々しすぎる現代の恋愛観」だけではなく、「登場人物たちのキャラクターが丁寧に描かれている」ことにより読者から共感を得ている。各エピソードのオチは、「ハッピーエンドか否か、意見が分かれる」ような描かれ方がされており、「幸せの定義なんて人によって違う」と読者に問うような作品となっている。
フリーライターの藤谷千明によると、本作は「厳密には『少女漫画』とはいえない」が、「女性読者からの支持の強さや共感度合い」は安野モヨコの『ハッピー・マニア』や矢沢あいの『NANA』と並ぶのではないか、という。しかしそれらの作品との違いは友人らとの「強い絆」の有無にあり、本作は「誰かしらと強い関係を結ぶわけではな」い。ライターの加藤藍子は主要人物の共通点として、「自分の心を他人とシェアしよう」とはならず、誰も自分の苦しみをわからないと考え、何者にも頼らずにひとりで苦闘している姿は、ハードボイルドに捉えられる場面もあるが、「幸福そうではない」という。
「男性の存在が救済にならない」展開であるため、『明日、私は誰かのカノジョ』というタイトルは「皮肉」で「切ない」。

## 制作背景
本作は当事者への取材を行い、その経験を取り入れて執筆されている。ホストクラブに関しては初回で店に訪れることはあったが、ハマったことはないといい、整形のエピソードに関しては作者自身の経験に基づいて描かれている。
をのは、本作には登場人物が複数おり、ひとりに自己投影させてしまうとそのキャラクターしか描けなくなってしまうため、「自分とキャラを切り離して」制作している。男性キャラクターにモデルはおらず、「こういう人はこういうことする」といったようにをのが「妄想を膨らませて」描いている。をのの場合、「負の感情があったほうが漫画が生き」、「いいものが描ける」ため、「胸張って幸せといえるようになったら」本作は描けないという。結末はすでに構想されているが、「『感情を突き詰めた結果』が同じだと、テーマを変えても一緒」という編集者の意向により、作品を引き伸ばす要望はない。
第3章が終了したタイミングで新型コロナウイルスが流行したため、本作では「コロナの影響」が取り入れられており、「このキャラはこういうマスク付けてそう」といった風に、変化がつけられている。

## 書誌情報
- をのひなお『明日、私は誰かのカノジョ』小学館、全17巻。
  1. 2019年12月19日発売[11][4]、ISBN 978-4-09-129494-4
  2. 2020年3月19日発売[20]、ISBN 978-4-09-850030-7
  3. 2020年5月19日発売[25]、ISBN 978-4-09-850051-2
  4. 2020年9月18日発売[26]、ISBN 978-4-09-850253-0
  5. 2020年12月18日発売[27]、ISBN 978-4-09-850354-4
  6. 2021年3月19日発売[28]、ISBN 978-4-09-850447-3
  7. 2021年6月17日発売[29]、ISBN 978-4-09-850587-6
  8. 2021年9月16日発売[5][30]、ISBN 978-4-09-850655-2
  9. 2021年12月17日発売[31]、ISBN 978-4-09-850777-1
  10. 2022年4月19日発売[32]、ISBN 978-4-09-851043-6
  11. 2022年7月19日発売[33]、ISBN 978-4-09-851212-6
  12. 2022年10月19日発売[34]、ISBN 978-4-09-851254-6
  13. 2023年2月17日発売[35]、ISBN 978-4-09-851436-6
  14. 2023年5月19日発売[36]、ISBN 978-4-09-851557-8
  15. 2023年8月18日発売[37]、ISBN 978-4-09-852798-4
  16. 2023年11月17日発売[38]、ISBN 978-4-09-853045-8
  17. 2024年2月19日発売[39]、ISBN 978-4-09-853136-3

## テレビドラマ
2022年4月13日（12日深夜）から6月29日（28日深夜）まで毎日放送・TBSの「ドラマイズム」枠にて放送された。主演は吉川愛。
2023年5月3日（2日深夜）から6月28日（27日深夜）まで、「洗脳編」「What a Wonderful World編」を原作としたシーズン2が同枠にて放送された。主演は茅島みずき。なお、5月3日（2日深夜）・10日（9日深夜）の2週は、Season 1の主要キャラクター・ゆあの過去を描く特別編として放送された（原作の番外編に相当）。
本稿では便宜上、第1作をS1、Season 2をS2の略称で表記する。

### キャスト

#### S1 主要人物
白井雪（しらい ゆき）〈19〉
演 - 吉川愛（幼少期：小井圡菫玲）
大学生。誰かの彼女になる「レンタル彼女」として日々お金を稼ぐ。
幼少期に母親から虐待を受け、顔の右側に大きな痕が残っている。
普段は専用のカバーメイクで隠しているが、トラウマとなっている。
リナ
演 - 横田真悠
雪の大学の同級生。唯一の友人。パパ活をしている。
埋められない孤独を抱え、寂しさを男で紛らわせてしまう。
中谷彩（なかたに あや）〈35〉
演 - 宇垣美里
外見の美しさを求めて、整形を繰り返す30代女性。
雪と同じ店でのレンタル彼女の源氏名は「あやな」。
高橋優愛（たかはし ゆあ）〈20〉
演 - 齊藤なぎさ（=LOVE）
自由を求め上京してきた。新宿・歌舞伎町でホストクラブに通う。
真矢萌（まや もえ）〈20〉
演 - 箭内夢菜
雪たちと同じ大学の学生。自分は他の子とは違い、「私」を持っていると信じている。
辻壮太（つじ そうた）
演 - 楽駆
雪の客。新人サラリーマン。雪とは対照的に、親に愛されて育ってきた。
雄大（ゆうだい）
演 - 井上想良
リナをナンパした上慶大の学生。
小森翼（こもり つばさ）
演 - ゆうたろう（第4話 - ）
雪の客。雪が休みの時、彩からメイクを教えてもらっている。
バー「TRAP」で働き始めており、マスターと萌からは「バサやん」と呼ばれる。
光晴（こうせい）
演 - 福山翔大（第4話 - 第8話・第10話 - 最終話）
彩の恋人。サラリーマン。
ハルヒ
演 - 藤原樹（THE RAMPAGE from EXILE TRIBE）
売れっ子ホスト。ゆあに色恋営業を行う。
楓（かえで）
演 - 高野洸
ハルヒの同僚のホスト。萌と出会う。

#### S1 ゲスト

##### 第1話
前川正之
演 - 西洋亮（第2話）
雪の客。最初は冷やかし半分だったが、すぐに雪に夢中になる。
達也
演 - 佐藤峻輔
壮太の友人。雪を連れた壮太とダブルデートをするが、雪を蔑むような言い方をし、気まずくなる。
麻里
演 - 鈴原ゆりあ
達也の彼女。露出が少し多い雪の服から、彼女を根っからのビッチなどと言う。
レンタル彼女の店長
演 - アフロゴトウ（第3話・第5話・第9話）
雪たちの働く、レンタル彼女「カノカノ東京。」の店長。
乙女七星
演 - 坪根悠仁
ホスト。
有栖川るぅ
演 - 天羽尚吾
ホスト。
翔平
演 - 大川航（第2話）
雄大とともにリナをナンパした大学生。
書店の店員
演 - 八尋岳美
書店を訪れた雪が壮太と出くわしてしまう。
宅配業者
演 - 奈良原大泰
雪の化粧品を配達する。
飯田（いいだ）
演 - 神尾佑（ - 第3話）
リナのパパ活の相手。
近藤
演 - 岩田知幸
雪の客。スーツ姿の中年男性。

##### 第2話
克也
演 - 岡野海斗（最終話）
バーベキューの参加者。
瑠美
演 - 新井舞良
バーベキューの参加者。今日は上慶大と合同だとリナに答える。
高木、豪
演 - 中田圭祐（最終話）、近藤廉（第6話・最終話）
バーベキューの参加者。
千枝
演 - 久保寺淳
飯田と食事をしている女性。出会い系アプリで知り合った。

##### 第4話
桧山涼
演 - 岡部たかし（第5話・第6話）
レンタル彼女での彩の客。涼ちゃんと呼ばれている。
彩と付き合ってると思い込んでいる。

##### 第5話
永嶋
演 - 松澤仁晶
整形についてのテレビ番組のコメンテーター。
みいな
演 - 永田凜
整形についてのテレビ番組のコメンテーター。
出演者
演 - スチール哲平
整形についてのテレビ番組のコメンテーター。
整形モデル
演 - 整形アイドル轟ちゃん
番組の中の整形モデル。

##### 第6話
みっこ
演 - 品田誠（第7話・第8話・第11話・最終話）
バー「TRAP」のマスター。翼も働いている。萌が常連客。
大貴
演 - 島津見（最終話）
ホスト。

##### 最終話
店長
演 - 比佐仁
キャバクラの店長。彩が面接に来るが、不採用にしている。
壮太の彼女
演 - 林真帆
壮太が雪に振られて1年後に付き合っている彼女。親に紹介しようとしている。
ホスト
演 - 中原弘貴
ゆあの新担当ホスト。いつぴ。
雪の母
演 - 宮崎京
雪をネグレクトしていた母。誤って熱湯をかぶってしまい泣きじゃくる雪を放置して寝ていた。
スカウト
演 - 菅良太郎（パンサー）

#### S2 主要人物
高橋優愛（たかはし ゆあ）
演 - 齊藤なぎさ（=LOVE）〈特別編のみ〉
牧由人（まき ゆうと）
演 - 本田響矢〈特別編のみ〉
水商売や風俗のスカウト。
伊織（いおり）/ 相馬留奈（そうま るな）
演 - 茅島みずき
女子大生。学費等を自力で賄うため、ソープランドで働いている。原作では描写はなかったがドラマで養護施設育ちである事が判明した。
菜々美（ななみ） / 畔上江美（あぜがみ えみ）
演 - 入山法子
元バンギャでスピリチュアルにハマる40代女性。
隼斗（はやと） / バシモト
演 - 綱啓永
人気配信者で配信系アイドルグループ・エルストのメンバー。留奈の恋人。
心音（こころ）
演 - 新井美羽
高校生。隼斗の熱烈なファン（バシモトファン）。
岩崎（いわさき）
演 - 稲葉友
江美が働くスナックの常連客。
未来（みらい）〈25〉
演 - 石川恋
江美の同僚。
レター先生
演 - 橋本マナミ
江美が崇拝する占い師。
サチコ
演 - 藤田記子

伊織の客
演 - 吉田ウーロン太

#### S2 ゲスト

##### 特別編 後編
ハルヒ
演 - 藤原樹（THE RAMPAGE from EXILE TRIBE）

##### 第2話
白井雪（しらい ゆき）
演 - 吉川愛
リナ
演 - 横田真悠（最終話）
楓（かえで）
演 - 高野洸
乙女七星
演 - 坪根悠仁

##### 第4話
畔上江美の母
演 - 田根楽子（第4話・第6話・最終話）

##### 最終話
cali≠gari
演 - cali≠gari（本人役）

### スタッフ
- 原作 - をのひなお『明日、私は誰かのカノジョ』（Cygames『サイコミ』連載中）
- 脚本 - 三浦希紗[74][75]、川原杏奈[74][75]、イ・ナウォン[74][75]
- 音楽 - フジモトヨシタカ[76]
- オープニング主題歌 
  - S1 - Amber's「Desire -欲情本能-」[77]
  - S2 - いゔどっと「ぶっ壊してよ」（ユニバーサル シグマ）[78]
- エンディング主題歌 - DUSTCELL（KAMITSUBAKI RECORD）
  - S1 -「足りない」[77]
  - S2 -「Caffeine」[78]
- 監督 
  - S1 - 酒井麻衣[74]、近藤幸子[74]、菅原正登[74]
  - S2 - 酒井麻衣（特別編）[75]、権野元[75]、菅原正登[75]
- チーフプロデューサー - 西山剛史
- プロデューサー - 高尾沙織、村島亘、小路美智子、植田尚、椋尾由希子
- 制作
  - S1 - MMJ
  - S2 - スタジオブルー
- 製作 - 毎日放送、「明日、私は誰かのカノジョ」製作委員会

### 放送日程
| 話数   | 放送日        | 脚本         | 監督     |
| ------ | ------------- | ------------ | -------- |
| 第1話  | 2022年4月13日 | 三浦希紗     | 酒井麻衣 |
| 第2話  | 4月20日       | 川原杏奈     | 酒井麻衣 |
| 第3話  | 4月27日       | 三浦希紗     | 酒井麻衣 |
| 第4話  | 5月04日       | イ・ナウォン | 酒井麻衣 |
| 第5話  | 5月11日       | イ・ナウォン | 酒井麻衣 |
| 第6話  | 5月18日       | 川原杏奈     | 近藤幸子 |
| 第7話  | 5月25日       | 三浦希紗     | 近藤幸子 |
| 第8話  | 6月01日       | 川原杏奈     | 近藤幸子 |
| 第9話  | 6月08日       | 三浦希紗     | 菅原正登 |
| 第10話 | 6月15日       | 川原杏奈     | 菅原正登 |
| 第11話 | 6月22日       | 三浦希紗     | 酒井麻衣 |
| 最終話 | 6月29日       | 三浦希紗     | 酒井麻衣 |

| 話数        | 放送日        | 脚本         | 監督     |
| ----------- | ------------- | ------------ | -------- |
| 特別編 前編 | 2023年5月03日 | 三浦希紗     | 酒井麻衣 |
| 特別編 後編 | 5月10日       | 三浦希紗     | 酒井麻衣 |
| 第1話       | 5月17日       | 三浦希紗     | 権野元   |
| 第2話       | 5月24日       | 三浦希紗     | 権野元   |
| 第3話       | 5月31日       | 三浦希紗     | 菅原正登 |
| 第4話       | 6月07日       | 川原杏奈     | 菅原正登 |
| 第5話       | 6月14日       | イ・ナウォン | 権野元   |
| 第6話       | 6月21日       | イ・ナウォン | 権野元   |
| 最終話      | 6月28日       | 三浦希紗     | 権野元   |

### 放送局
| 放送期間                | 放送時間                     | 放送局      | 対象地域       | 備考                         |
| ----------------------- | ---------------------------- | ----------- | -------------- | ---------------------------- |
| 2022年4月13日 - 6月29日 | 水曜 0:59 - 1:29（火曜深夜） | 毎日放送    | 近畿広域圏     | 製作局                       |
|                         | 水曜 1:28 - 1:58（火曜深夜） | TBSテレビ   | 関東広域圏     |                              |
| 2022年4月29日 - 7月15日 | 金曜 0:55 - 1:25（木曜深夜） | あいテレビ  | 愛媛県         |                              |
| 2022年5月24日 - 8月16日 | 火曜 1:00 - 1:30（月曜深夜） | 東北放送    | 宮城県         | 寝られなドラマ枠として放送。 |
| 2022年5月31日 - 8月16日 | 火曜 1:55 - 2:25（月曜深夜） | RKB毎日放送 | 福岡県         |                              |
| 2022年6月16日 - 9月1日  | 木曜 1:25 - 1:55（水曜深夜） | RSK山陽放送 | 岡山県・香川県 |                              |
| 2023年8月30日 -         | 水曜 23:56 - 翌0:26          | 南日本放送  | 鹿児島県       |                              |

| 放送期間                | 放送時間                     | 放送局      | 対象地域   | 備考   |
| ----------------------- | ---------------------------- | ----------- | ---------- | ------ |
| 2023年5月3日 - 6月28日  | 水曜 0:59 - 1:29（火曜深夜） | 毎日放送    | 近畿広域圏 | 製作局 |
|                         | 水曜 1:28 - 1:58（火曜深夜） | TBSテレビ   | 関東広域圏 |        |
| 2023年5月16日 - 7月11日 | 火曜 1:55 - 2:25（月曜深夜） | RKB毎日放送 | 福岡県     |        |

### ネット配信
| 配信開始月 | 配信サイト    | 配信料金     | 備考       |
| ---------- | ------------- | ------------ | ---------- |
| 2022年4月  | TVer          | 広告付き無料 | 見逃し配信 |
| 2022年4月  | MBS動画イズム | 広告付き無料 | 見逃し配信 |
| 2022年4月  | Disney+       | 定額制有料   |            |

| 毎日放送・TBS ドラマイズム | 毎日放送・TBS ドラマイズム         | 毎日放送・TBS ドラマイズム         |
| 前番組                     | 番組名                             | 次番組                             |
| -------------------------- | ---------------------------------- | ---------------------------------- |
| liar                       | 明日、私は誰かのカノジョ           | ロマンス暴風域                     |
| 往生際の意味を知れ!        | 明日、私は誰かのカノジョ シーズン2 | DIY!! -どぅー・いっと・ゆあせるふ- |